# مخيم الكشافة
مخيم الكشافة مسلسل رسوم متحركة أمريكي عرض لأول مره في عام 1989 واستمر حتى عام 1992 تمت دبلجة المسلسل للغة العربية بواسطة مركز الزهرة وعرض على قناة سبيس تون .

## روابط خارجية
- مخيم الكشافة على موقع IMDb (الإنجليزية)
- مخيم الكشافة على موقع كينوبويسك (الروسية)
- مخيم الكشافة على موقع قاعدة بيانات الفيلم (الإنجليزية)
- The Big cartoon Database's list of Camp Candy episodes